# Parco nazionale Ytre Hvaler
Il parco nazionale Ytre Hvaler è un parco nazionale della Norvegia, nella contea di Østfold. È stato istituito nel 2009 e occupa una superficie di 354 km².